# Eduardo Salinas Verdeguer
Eduardo Salinas Verdeguer (Valencia, 1949) es un magistrado español, presidente de la Audiencia Provincial de Albacete entre 1998 y 2014. Actualmente preside la Junta de Expurgo de Castilla-La Mancha.

## Biografía
Nació en 1949 en Valencia. Fue juez del Juzgado de Primera Instancia de Llerena, del Juzgado de Instrucción número 1 de Bilbao y del Juzgado de Primera Instancia e Instrucción número 2 de Tarragona.
En 1998 se convirtió en presidente de la Audiencia Provincial de Albacete, cargo que desempeñó durante tres mandatos hasta 2014, año en el que se adscribió a la Sala de lo Civil y Penal del Tribunal Superior de Justicia de Castilla-La Mancha. Actualmente ocupa el cargo de presidente de la Junta de Expurgo de Castilla-La Mancha.